# Spišský Štiavnik (zámek)
Zámek ve Spišském  Štiavniku v okrese Poprad je jedním z typických slovenských kaštielů. Nachází se na levém břehu řeky Hornád zhruba 1,5 km jihovýchodně od obce Spišský Štiavnik a asi 12 km jihovýchodně od Popradu.

## Historie budovy
Jedná se původně o renesanční stavbu, která byla v minulosti několikrát významně přestavována. Zámek byl postupně budován od roku 1532 na místě kláštera, který byl vypálen a zbořen v roce 1531. Na konci 18. století zámek přešel do majetku spišského biskupa Karola Salbecka. Ten zámek za 50 000 zlatých upravil na letní biskupské sídlo. V roce 1929 byl zámek rozšířen podle návrhu významného architekta Dušana Jurkoviče.
Zámek je v současnosti veřejnosti nepřístupný, protože v něm sídlí Internátní odborné učiliště zaměřené na výuku oborů instalatér, příprava jídel, zemědělská výroba – zahradnictví a oprava strojů, domácí hospodářství, stavební a textilní výroba.

## Zámek a kostel
Jedná se o jednoduchou patrovou stavbu na půdorysu obdélníku s věžičkami v nárožích. Je zakrytý vysokou valbovou střechou, jejímž dělením se vytváří dojem mansardové střechy. Východní a jižní stranu zámku lemuje nízké stavení ukončené atikou ve formě terasní ohrady s nárožní věžičkou. Na západě je areál ukončen patrovým provozním stavením a zámeckým kostelem.

## Galerie

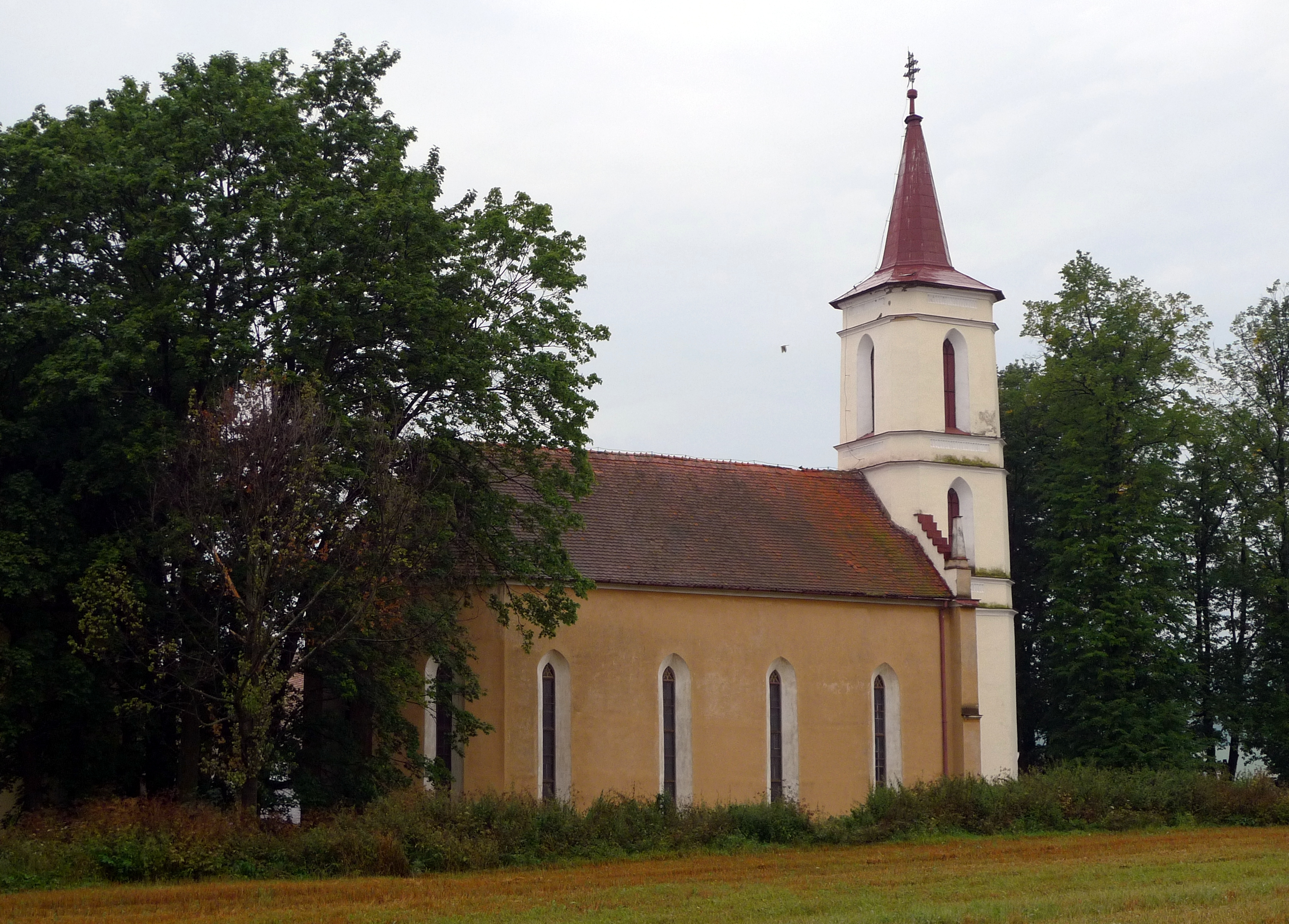
Kostel poblíž zámku
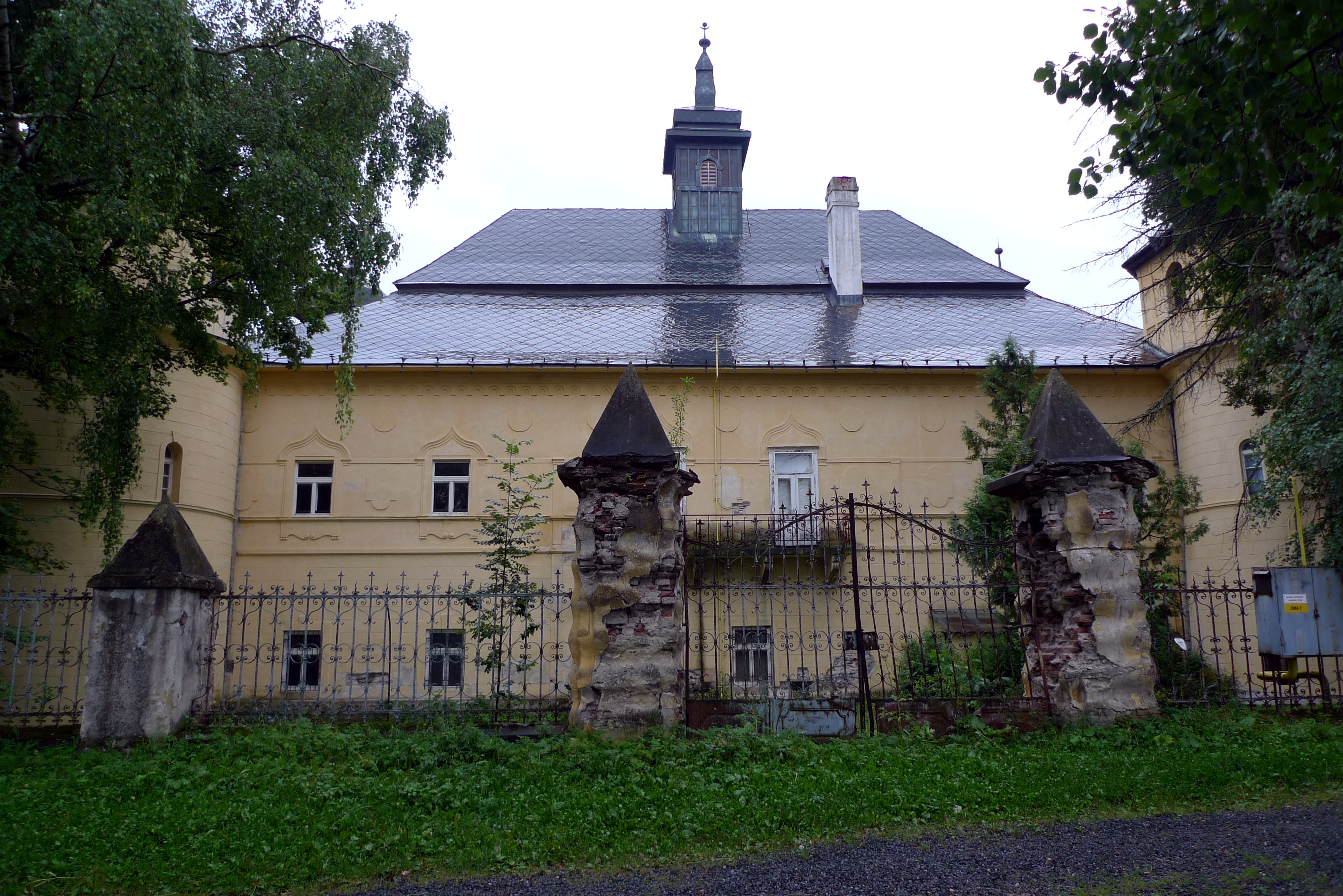
Centrální část kaštielu
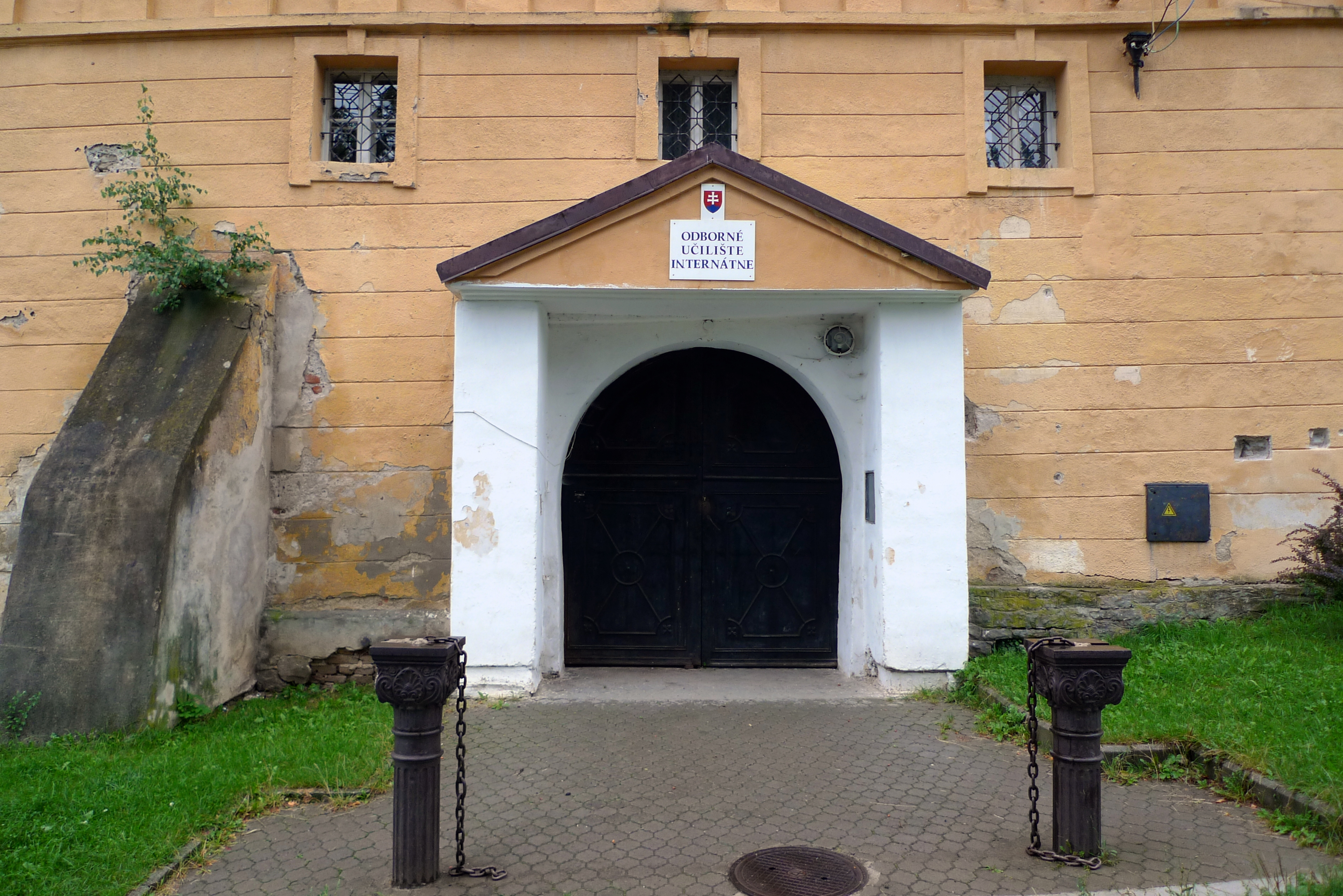
Vstupní brána
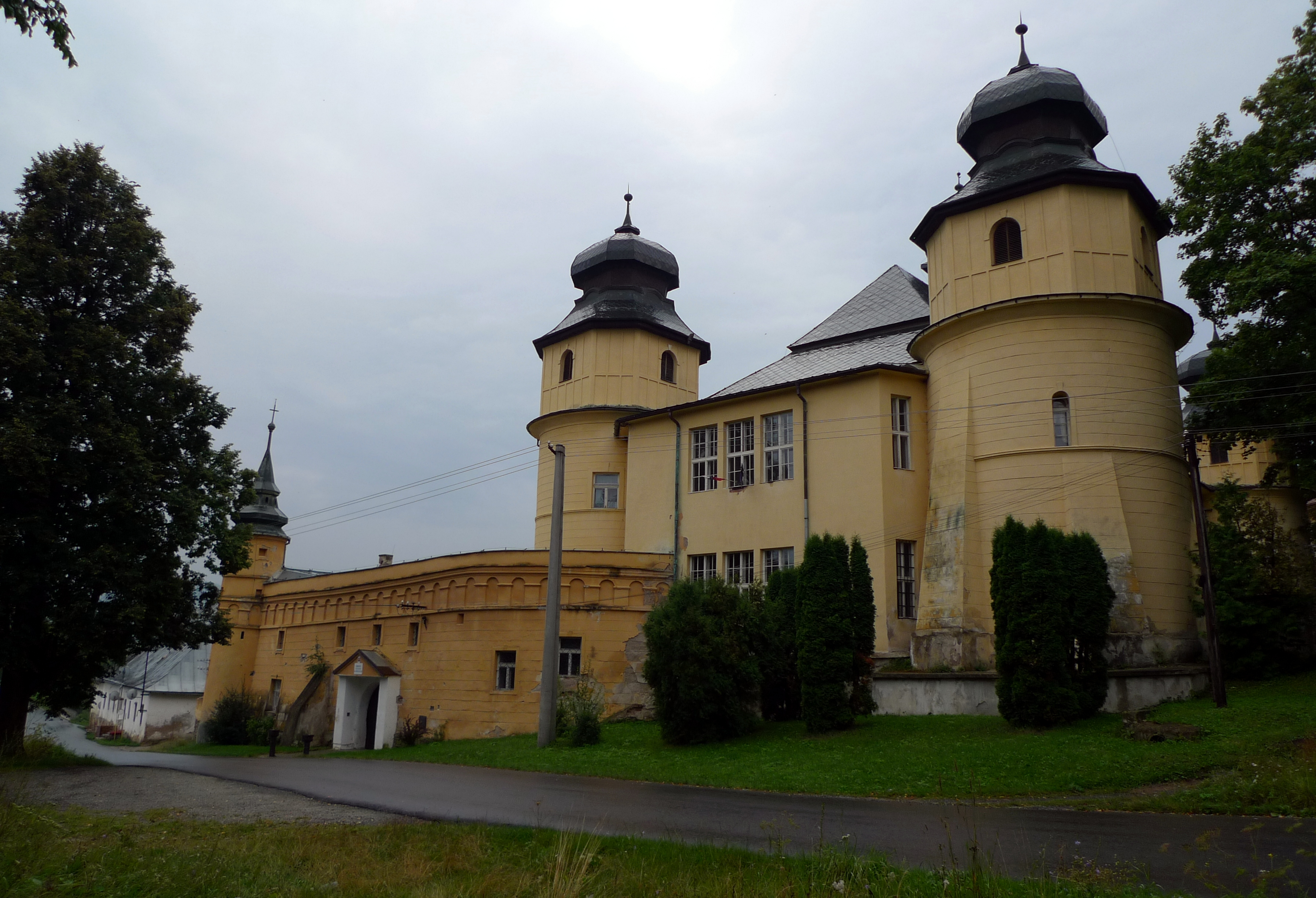
Pohled na zámek od silnice